# Râul Fâncel
Râul Fîncel este un curs de apă, afluent al râului Gurghiu. 